# IC 4596
IC 4596 је спирална галаксија у сазвјежђу Шкорпија која се налази на листи објеката дубоког неба у Индекс каталогу.
Деклинација објекта је - 22° 37' 29" а ректасцензија 16h 16m 3,6s. Привидна величина (магнитуда) објекта IC 4596 износи 14,7 а фотографска магнитуда 15,5. IC 4596 је још познат и под ознакама ESO 516-9, MCG -4-38-5, PGC 57665.